# Zuhu (sockenhuvudort i Kina, Shanxi Sheng, lat 39,73, long 112,03)
Zuhu är en sockenhuvudort i Kina. Den ligger i provinsen Shanxi, i den norra delen av landet, omkring 210 kilometer norr om provinshuvudstaden Taiyuan. Antalet invånare är 6 554. Befolkningen består av 3 181 kvinnor och 3 373 män. Barn under 15 år utgör 16,0 %, vuxna 15-64 år 74 %, och äldre över 65 år 9,0 %.
Runt Zuhu är det ganska tätbefolkat, med 149 invånare per kvadratkilometer. Zuhu är det största samhället i trakten. Trakten runt Zuhu består i huvudsak av gräsmarker.
Genomsnittlig årsnederbörd är 614 millimeter. Den regnigaste månaden är juli, med i genomsnitt 179 mm nederbörd, och den torraste är december, med 3 mm nederbörd.